# Element (Moran)
Element (Element?) è il primo singolo della rock band visual kei giapponese Moran. È stato pubblicato il 25 giugno 2008 dall'etichetta indie SPEED DISK.

## Tracce
Dopo il titolo è indicata fra parentesi "()" la grafia originale del titolo.
1. Element (Element?) - 3:59 (Hitomi - Velo)
2. Party Monster (Party Monster?) - 4:04 (Hitomi - Velo)
3. Hameln (ハーメルン?) - 4:21 (Hitomi - Zill)

## Altre presenze
- Element:
  - 03/07/2009 - Replay
- Party Monster:
  - 03/07/2009 - Replay
- Hameln:
  - 15/10/2008 - SUPER COMPILATION CD Shock Edge 2008
  - 03/07/2009 - Replay

## Formazione
- Hitomi - voce
- Velo - chitarra
- Zill - basso
- Soan - batteria